# William del Bois
William del Bois (auch William de Bosco; † 1232) war ein schottischer Geistlicher und Minister. Von 1211 bis 1226 war er königlicher Kanzler.

## Herkunft und Tätigkeit als Schreiber am Königshof
Die Herkunft von William del Bois ist ungeklärt. Ein Richard del Bois (auch de Bosco), ein 1215 erwähnter Landbesitzer mit Grundbesitz in Gilsland im englischen Cumbria und im schottischen Annandale, war mit Sicherheit ein enger Verwandter von ihm. Spätestens seit 1193 diente del Bois als Schreiber in der Hofkapelle des schottischen Königs Wilhelm I. Während der Amtszeit von Florens von Holland, einem Neffen des Königs, der ab 1202 königlicher Kanzler, aber die meiste Zeit nicht in Schottland war, führte del Bois das königliche Siegel. Obwohl Florens vermutlich nach 1207 nach Holland zurückkehrte, ernannte der König keinen neuen Kanzler. Erst nach dem Tod von Florens 1210 ernannte er am 28. Juni 1211 del Bois zum neuen Kanzler.

## Aufstieg als Geistlicher und Tätigkeit als Kanzler
Vermutlich kurz nach 1211, spätestens vor dem 27. Oktober 1214 erhielt des Bois zu seiner Versorgung die Pfründe eines Archidiakons von Lothian. Dazu war er Kanoniker in Aberdeen und Pfarrer von Craigie im Bistum Glasgow. Bereits im Sommer 1195 war er als Schreiber wohl für Einführung von Zeitangaben auf königlichen Urkunden verantwortlich gewesen, auch wenn noch keine Jahreszahlen angegeben wurden. Vermutlich ließ er nach englischem Vorbild auch ein Verzeichnis der von der königlichen Kanzlei ausgestellten Urkunden anlegen. Während seiner Amtszeit als Kanzler wurde um 1213 mit der Angabe des Datums auf den königlichen Urkunden begonnen. Nach dem Tod von König Wilhelm I. im Dezember 1214 in Stirling bereitete der erfahrene Höfling del Bois zusammen mit Bischof Walter von Glasgow die Beisetzung des Königs vor. Alexander II., der Sohn und Nachfolger von Wilhelm I., bestätigte del Bois im Januar 1215 als seinen Kanzler. Del Bois beriet den jungen König während des Kriegs mit England von 1215 bis 1217, weswegen er während des Krieges vom päpstlichen Legaten Guala exkommuniziert wurde. Nachdem Ende 1217 ein Frieden geschlossen worden war, wollte Guala zunächst del Bois nach Rom schicken, wo er für seine Rolle während des Kriegs den Papst persönlich um Absolution bitten sollte. Aufgrund von Verletzungen, die er durch einen Reitunfall erlitten hatte, brauchte del Bois aber nicht persönlich nach Rom reisen. Er musste aber einen Vertreter entsenden und wurde von seinen kirchlichen Ämtern suspendiert, bis der Vertreter die päpstliche Absolution erhalten hatte. Vermutlich ließ er in dieser Zeit auch sein Amt als Kanzler ruhen, so dass der junge König einen seiner wichtigsten und erfahrensten Ratgeber verloren hatte. Erst im November 1218 erteilte Papst Honorius III. dem Vertreter die Absolution. Nachdem der Legat Guala Schottland wieder verlassen hatte, wollten die Kanoniker der Kathedrale des nordenglischen Carlisle, die auf der Seite des schottischen Königs standen, einen nicht näher genannten schottischen Geistlichen, wahrscheinlich William del Bois, eher unwahrscheinlich dessen Schreiber Robert de St Germain zum Bischof des Bistums Carlisle wählen. Auf Druck der englischen Regierung wurde aber der Zisterzienser Hugh of Beaulieu zum neuen Bischof gewählt. Nachdem seine Kandidatur als Bischof gescheitert war, diente del Bois weiter als königlicher Kanzler. Erst 1226 legte er aufgrund seiner schlechten Gesundheit sein Amt nieder.